# Канал Дортмунд — Эмс
Кана́л До́ртмунд — Эмс (нем. Dortmund-Ems-Kanal (DEK)) — канал в Германии, соединяет речной порт города Дортмунд и город Эмден. Длина канала составляет 269 км.
Канал был открыт в 1899 году.
У города Даттельн канал соединяется с тремя другими:
- Канал Даттельн — Хамм
- Канал Везель — Даттельн
- Канал Рейн — Херне

У города Хёрстель соединяется с Среднегерманским каналом.

## Населённые пункты на канале
Дортмунд — Вальтроп — Даттельн — Ольфен — Людингхаузен — Зенден — Мюнстер — Гревен — Иббенбюрен — Хёрстель — Райне — Эмсбюрен — Линген — Гесте — Меппен — Харен — Фрезенбург — Дёрпен — Реде — Папенбург — Венер — Хеде — Леэ — Эмден.